# Декервил (Мичиген)
Декервил (енгл. Deckerville) град је у америчкој савезној држави Мичиген.

## Демографија
По попису из 2010. године број становника је 830, што је 114 (-12,1%) становника мање него 2000. године.
| Група             | 2000.       | 2010.       |
| Белци             | 855 (90,6%) | 742 (89,4%) |
| Афроамериканци    | 3 (0,3%)    | 2 (0,2%)    |
| Азијати           | 1 (0,1%)    | 1 (0,1%)    |
| Хиспаноамериканци | 76 (8,1%)   | 72 (8,7%)   |
| Укупно            | 944         | 830         |